# Mount Hope (condado de Grant, Wisconsin)
Mount Hope es un pueblo ubicado en el condado de Grant en el estado estadounidense de Wisconsin. En el Censo de 2010 tenía una población de 300 habitantes y una densidad poblacional de 3,87 personas por km².

## Geografía
Mount Hope se encuentra ubicado en las coordenadas 42°58′54″N 90°50′37″O / 42.98167, -90.84361. Según la Oficina del Censo de los Estados Unidos, Mount Hope tiene una superficie total de 77.43 km², de la cual 77.43 km² corresponden a tierra firme y (0%) 0 km² es agua.

## Demografía
Según el censo de 2010, había 300 personas residiendo en Mount Hope. La densidad de población era de 3,87 hab./km². De los 300 habitantes, Mount Hope estaba compuesto por el 98.33% blancos, el 0% eran afroamericanos, el 0% eran amerindios, el 0% eran asiáticos, el 0% eran isleños del Pacífico, el 1% eran de otras razas y el 0.67% pertenecían a dos o más razas. Del total de la población el 1% eran hispanos o latinos de cualquier raza.